# Union professionnelle
 (janvier 2017).
Une Union professionnelle est un statut d'association non lucrative formée exclusivement pour l'étude, la protection et le développement des intérêts professionnels de ses membres. Le statut d'union professionnelle existe en Belgique, au Luxembourg et en République démocratique du Congo.
L'union professionnelle n'a aucun rapport avec l'association sans but lucratif. En Belgique, l'union professionnelle est régie par la loi du 31 mars 1898.